# 老佛爺西餅店
老佛爺西餅店（Deli Lafayette）是澳門其中一間走高檔路線的西餅店，設有一家門市於新八佰伴7樓，是為葡京餅店旗下餅店，與內地的「老佛爺麵包屋」並沒有任何關連。餅店的出品雖然走高檔路線，但價格比其他一般西餅店只高出少許，因此吸引不少顧客惠顧。

## 歷史
以往餅店位於新八佰伴百貨舊址的2樓，當時餅店近門口處設有一個表演的櫥窗，櫥窗以玻璃分隔製餅師傳及顧客，定時有師傅於櫥窗作烘焗麵包、蛋糕西餅設計及製作等示範。但2008年中旬，餅店跟隨新八佰伴搬遷至南灣新址，新舖設於7樓的「新八佰伴超級市場」側。

## 產品
餅店最受歡迎的產品包括紐約芝士蛋糕、巨型牛角飽、朱古力牛角等。此外，老佛爺亦售賣多款歐洲高級食品如法國花蜜、冬瓜醬以及無花果醬等，並接受適合各種不同場合的蛋糕預訂服務。而較受歡迎的產品包括紐約芝士蛋糕、巨型牛角飽、朱古力牛角等。
而老佛爺西餅店的出品不但於門市售賣，其西餅及麵包每天都會供給同一集團的「不夜天」自助餐（位於葡京酒店），以及安琪兒咖啡（位於新八佰伴1樓]]）。

## 資料參考
- 老佛爺 deli Lafayette （页面存档备份，存于） - 濠食新煮意 foodidea.net
- 澳門旅遊資料